# Жовтневий лужний масив

Геологічна карта-схема Жовтневого (Октябрського) масиву:
1 — хлібодарівський комплекс PR, hd; 2 — анадольський комплекс PR, an; 3 — південнонокальчикський комплекс PRpkl; 4-10 — октябрський комплекс PRpk: 4 — піроксеніти; 5 — габро; 6 — лужні сієніти; 7 — фойяіти; 8 — пуласкіти; 9 — маріуполіти; 10 — лужні метасоматити; 11 — лінії розломів; 12 — бурові свердловини та їх номери.

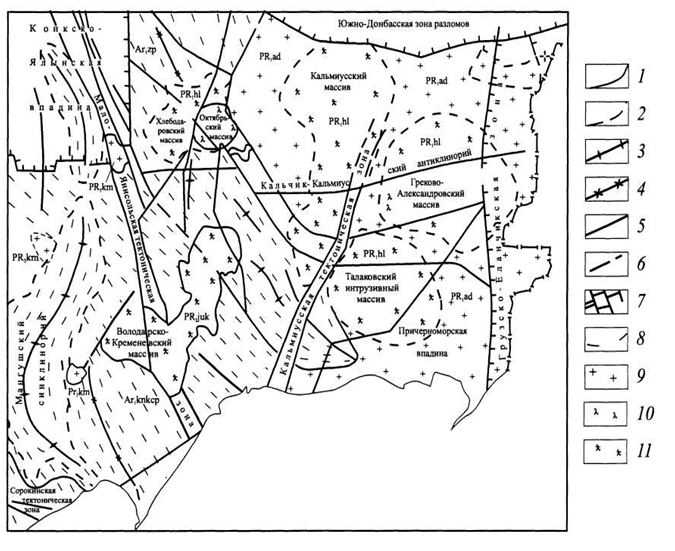
Геологічна будова Східного Приазов'я, 2007): 1 — достовірні геологічні границі; 2 — передбачувані геологічні границі; 3 — осі антикліналей; 4 — осі синкліналей; 5 — глибинні розломи; 6 — розриви; 7 — тектонічні зони; 8 — гнейси біотитові, біотит-амфіболові; 9 — граніти біотитові, біотит-мусковітові; 10 — нефелінові сієніти; 11 — кварцові сієніти.

Жовтневий (Октябрський) лужний масив — древній платформний прояв нефелінового магматизму на Українському щиті, що датується абсолютним віком біля 1,8 млрд років.

## Загальний опис
За цирконом із нефеліновим сієнітом шляхом ізохронного U-Pb методу отримано вік Октябрського масиву 1795 млн років (Загнітко, 1992)). Масив має форму дещо витягнутого в північ — північно-східному напрямку овалу довжиною 8,0 км, при ширині до 5,5 км, та загальній площі біля 40,0 км2 (Бородиня та ін., 2008). Глибоко еродований, перекритий пухкими відкладами (суглинками) потужністю до 30-50 м. Розташований поміж утворень хлібодарівського комплексу, представлених кварцовими сієнітами на західному його обмеженні та гранітами на інших ділянках контакту. У структурному відношенні масив локалізовано у вузлі перетину зон глибинних розломів північно-східного — Володарський і Донський розломи, північно-західного простягання — Октябрський (Криворізько-Павлівська тектонічна зона), та субширотного Конкського. Будова масиву чітко виражена: концентрично-зональна з лінійними ускладнюючими елементами північ — північно-східного (~25°) і північно-західного напрямків. Останні особливо характерні для завершальних метасоматичних стадій формування масиву. Вони широко проявляються також в його екзоконтактовій зоні, переважно між Володарським і Донським розломами.
Жовтневий лужний масив характеризується повним набором гірських порід габро-сієнітової формації — від габро-піроксенітів до агпаїтових нефелінових сієнітів. Масив має автономну внутрішню будову, розташовується асиметрично щодо вміщуючого тіла гранітоїдів. Трахітоїдність лужних і нефелінвмісних сієнітів має більш пологе падіння, спрямоване всередину масиву, і грубо підкреслює концентричну будову і структурну самостійність масиву.

### Інтрузивні фази
Октябрський масив сформувався протягом двох інтрузивних фаз Октябрського комплексу.
Перша фаза представлена основними й ультраосновними породами нормального й сублужного ряду, що складають серповидне тіло невитриманої потужності на периферії масиву: габро, піроксеніти, перидотити, олівініти, серпентиніти. У північній частині потужність їх досягає 1500 м, у східному й південно-східному обрамленні потужність поступово зменшується до 100 м, на деяких ділянках з'являються розриви, а в південному й західному обрамленні дані породи повністю відсутні.
Внутрішня будова порід першої фази концентрично зональна — більш меланократові породи (піроксеніти з малопотужними лінзами перидотитів, олівінітів і серпентинітів) тяжіють до зовнішньої північної й північно-східної частини масиву, а габро — до внутрішньої зони в північній частині масиву та до крайової зони в східній і південній частині масиву. Перехід між ними поступовий, через габро-піроксеніти. Серед габро відзначаються ділянки, збагачені рудними мінералами — ільменітом, рідше титаномагнетитом (рудне габро).
Друга фаза представлена середніми породами лужного ряду, що складають центральну частину масиву: пуласкіти (маліньїти), фойяїти; лужнопольовошпатові і лужні сієніти; безнефелінові метасоматити; нефелінові метасоматити; карбонатити і карбонатитоподібні породи. Завершальні стадії останньої ознаменувались проявом інтенсивних постмагматичних метасоматичних і гідротермальних процесів в межах самого масиву і в екзоконтактовій його зоні шириною до 10-15 км. Саме серед новоутворень виділяються безнефелінові і нефелінові метасоматити, карбонатити і карбонатитоподібні породи. Більша частина їх вмішує рідкіснометалічне або рідкісноземельне зруденіння, тобто це породи продуктивної стадії формування Октябрського комплексу.
Під час заключного етапу становлення Октябрського масиву сформувались жильні утворення, що розвинені переважно в межах масиву і серед утворень його обрамлення. Представлені вони маріуполітами, сієніт-пегматитами та мікросієнітами. За петрохімічними особливостями та характером акцесорного комплексу вони аналогічні відповідним за складом провідним різновидам порід масиву.

### Концентрична зональність
У будові Жовтневого (Октябрського) лужного масиву чітко виражені елементи концентричної зональності, які виявлені у геофізичних полях. За поєднаннями магнітних і гравітаційних полів виокремлюються три основні кільцеподібні зони.
У ядрі масиву залягають пуласкіти, оперезані майже замкнутим полем фойяїтів, які, в свою чергу, охоплені кільцем лужних сієнітів. Між сієнітами і фойяїтами в східному сегменті масиву розвинута зона змінених порід потужністю від 200 до 500 м.

## Рудні поля Жовтневого масиву
У Жовтневому масиві відомі два великих поля розвитку рудних порід: у південній ендоконтактовій — Калиново-Шевченківське, і в північній екзоконтактовій частинах масиву — Мазурівське. Обидва ці поля являють собою самостійні рідкіснометалічні родовища. Крім того, у межах Октябрського рудного поля пошуковими і геологознімальними роботами виявлено ряд рудопроявів, приурочених, як до екзоконтактової частини масиву, так і до його обрамлення — рудопрояви Центральний, Західний, Східний, Північний. Якість руд виявлених проявів ідентична рудам Мазурівського родовища.